# مقبرة 61
المقبرة رقم 61 و المعروفة علمياً بالرمز KV61 هي مقبرة مصرية قديمة تقع في وادي الملوك في مصر. عند اكتشافها ، بدا أنها غير مستخدمة وبدون زخارف ، وبالتالي فإن هوية المدفون بها غير معروفة. وبفرض أنها استخدمت، يبدو أن المدفون بها قد نُقل لاحقًا لمكان آخر.

## روابط خارجية
- مشروع رسم خرائط طيبة: KV61 - يتضمن خرائط تفصيلية لمعظم المقابر.